# Christmas: A Season of Love
Christmas: A Season of Love è un album in studio natalizio della cantante e attrice statunitense Idina Menzel, pubblicato nel 2019.

## Tracce
1. Sleigh Ride – 3:21
2. The Most Wonderful Time of the Year – 3:04
3. I Got My Love to Keep Me Warm (featuring Billy Porter) – 4:04
4. Christmas Just Ain't Christmas – 3:32
5. We Wish You the Merriest (featuring Josh Gad) – 3:26
6. A Hand for Mrs. Claus (featuring Ariana Grande) – 3:29
7. We Need a Little Christmas – 3:16
8. O Holy Night/Ave Maria (Schubert) (medley) – 5:30
9. Winter Wonderland/Christmas (Baby Please Come Home) (medley) – 3:51
10. I'll Be Home for Christmas (featuring Aaron Lohr) – 3:58
11. Walker's 3rd Hanukkah – 3:29
12. Ocho Kandelikas – 3:17
13. Christmas Time Is Here – 3:17
14. At This Table – 3:46
15. Seasons of Love – 3:58
16. Caroling, Caroling – 2:50
17. Auld Lang Syne – 3:22